# هراس (فیلم ۱۳۶۶)

هراس عنوان فیلمی سینمایی ساخته شهریار بحرانی محصول سال ۱۳۶۶ ایران است.

## داستان
مسئولان یک سفارت خانه عربی کیفی محتوی اسناد محرمانه را به ایادی داخلی دشمن تحویل می‌دهند تا از مرز خارج کنند. کیف به دست نیروی انتظامی می‌افتد و پس از کشف رمز روشن می‌شود که دشمن قصد دارد یکی از روستاهای مرزی را بمباران شیمیایی کند. یک گروه تجسس برای پیگیری ماجرا به کردستان اعزام می‌شود و با راهنمایی یک مرد مسلح محلی عملیات تجسسی را آغاز می‌کنند. اما روستا بمباران می‌شود و عده زیادی از اهالی کشته می‌شوند. افراد دشمن سر می‌رسند و با نیروهای تجسس درگیر می‌شوند. قوای کمکی از راه می‌رسد و دشمن نابود و تارانده می‌شود.

## بازیگران
- جعفر دهقان در نقش ابراهیم
- اردلان شجاع کاوه در نقش رضا
- فرامرز شهنی در نقش مصطفی
- سید احمد میرعلایی در نقش کریم
- زهره زارعی در نقش گلبانو
- محسن بابایی در نقش برادر گلبانو
- روح الله برادری در نقش یاور
- محبوبه کیانفر در نقش مادر تراب